# William Barry Taylor
William Barry Taylor (5 febbraio 1784 – Liverpool, 30 agosto 1835) è stato un politico statunitense, 7° Direttore delle Poste.

## Biografia
Fu il settimo direttore generale delle poste degli Stati Uniti nel corso della presidenza di Andrew Jackson (7º presidente). Nato vicino a Lunenburg, stato della Virginia, i suoi genitori furono John Barry, e Susannah (Dozier) Barry.
Nella sua vita ricoprì innumerevoli cariche, fra cui:
- vicegovernatore del Kentucky, 1820-1824;
- Segretario di Stato del Kentucky, 1824-1825;
- Ambasciatore in Spagna.

Inoltre fu candidato al titolo di Governatore del Kentucky nel 1828. Morì in servizio, quando si fermò a Liverpool nel viaggio per recarsi in Spagna.

## Riconoscimenti
In suo onore sono state chiamate la contea di Barry, stato del Missouri e la contea di Barry stato del Michigan.